# Andreas Zülow
Andreas Zülow (Ludwigslust, 23 ottobre 1965) è un ex pugile tedesco.

## Palmarès

### Olimpiadi
- 1 medaglia:
  - 1 oro (Seul 1988[1] nei pesi leggeri)

### Mondiali dilettanti
- 2 medaglie:
  - 1 argento (Mosca 1989[1] nei pesi leggeri)
  - 1 bronzo (Reno 1986[1] nei pesi piuma)

### Europei dilettanti
- 1 medaglia:
  - 1 argento (Göteborg 1991[2] nei pesi superleggeri)